# Bactériochlorophylle

Schéma général de la structure des bactériochlorophylles.

Les bactériochlorophylles sont des pigments photosynthétiques présents chez différentes bactéries autotrophes. Elles sont proches des chlorophylles, les pigments primaires chez les plantes, les algues et les cyanobactéries. Les bactéries contenant des bactériochlorophylles effectuent la photosynthèse, mais ne produisent pas de dioxygène, elles utilisent des longueurs d'onde de la lumière différentes de celles utilisées par la photosynthèse fondée sur les chlorophylles a et b.

## Différents types
Les bactériochlorophylles diffèrent selon les groupes bactériens :
| Type | Groupe de bactéries                                                                                              | Bande d'absorption (λ, en nm) |
| ---- | --- | ----------------------------- |
| a    | Bactéries pourpres, héliobactéries, bactéries sulfureuses vertes, chloroflèxes, Chloracidobacterium thermophilum | 805, 830-890                  |
| b    | Bactéries pourpres                                                                                               | 835-850, 1020-1040            |
| c    | Bactéries sulfureuses vertes, chloroflèxes, Chloracidobacterium thermophilum                                     | 745-755                       |
| cs   | Chloroflèxes | 740                           |
| d    | Bactéries sulfureuses vertes                                                                                     | 705-740                       |
| e    | Bactéries sulfureuses vertes                                                                                     | 719-726                       |
| f    | Obtenue par mutation induite chez les bactéries sulfureuses vertes, mais non encore observée dans la nature,     | 700-710                       |
| g    | Héliobactéries                                                                                                   | 670, 788                      |

## Structure
Les bactériochlorophylles c, d et e sont des chlorines, avec un cycle pyrrole réduit  de type D, les autres étant des bactériochlorines.
- Structure des bactériochlorophylles

"Structure
Bactériochlorophylle a
Bactériochlorophylle b
Bactériochlorophylle c
Bactériochlorophylle d
Bactériochlorophylle e
Bactériochlorophylle g